# Heterodon simus
La serpiente hocico de cerdo del sur (Heterodon simus) es una especie de reptil inofensivo de la familia de los colúbridos o culebras. Es una serpiente endémica del 
sureste de los Estados Unidos,  de la llanura costera del sudeste de Carolina del Norte, al sur de Lago Okeechobee en la Florida y el oeste hasta el sureste de Misisipi. No se reconcen subespecies.

## Características
Los adultos miden 35,5 a 61 cm (14 a 24 pulgadas) de longitud. En su parte dorsal presenta un patrón en cuanto a su color; marrón claro, amarillento, grisáceo o rojizo, cubierta con una fila distinta de manchas oscuras que se alternan con las manchas más pequeñas en los flancos. El vientre es distintamente más oscura que el color en la parte inferior de la cola en los juveniles.

## Hábitat
Su hábitat a menudo incluyen áreas de bosques de arena, campos, llanuras de inundación de los ríos secos. Prefieren suelos arenosos. Se encuentran en zonas donde la temperatura oscilan entre -29 °C  (-20 °F) en invierno, a 38 °C (100 °F) en los meses de verano.

## Reproducción y Alimentación
Se sabe muy poco de su reproducción. Ponen de 6 a 14 huevos a finales de primavera o principios del verano. Estas culebras se alimentan principalmente de sapos, principalmente las especies del género Scaphiopus y ocasionalmente de ranas como Hyla gratiosa y Pseudacris ornata, además de lagartijas.

## Estado de Conservación
Las poblaciones de la serpiente hocico de cerdo del sur están disminuyendo rápidamente en toda su área de distribución, Incluso se cree que ya han sido extinguidas en al menos dos estados. Los principales factores que contribuyen a su desaparición, incluyen la urbanización, la destrucción del hábitat, la introducción de hormigas rojas de fuego, el aumento de la depredación por gatos y perros asilvestrados y la contaminación. Esta serpiente está siendo considerada para la lista federal de especies en peligro de extinción.